# A Menina do Narizinho Arrebitado
Em 1920, Monteiro Lobato publicou o seu primeiro conto infantil, "A história do peixinho que morreu afogado", posteriormente ampliado com cenas de sua infância e republicado em 1921 com o titulo "A Menina do Narizinho Arrebitado" e duas protagonistas, Narizinho e Emília. 
Mais tarde, Narizinho Arrebitado passou a ser primeiro capítulo do livro Reinações de Narizinho, livro propulsor da série Sítio do Picapau Amarelo. 
Em 2012, 90 anos após a publicação original, "A Menina do Narizinho Arrebitado" foi lançado para o formato iPad. 